# Paul Gordon (Verleger)
Paul Gordon (geboren 28. Dezember 1895 in Varannó, Österreich-Ungarn; gestorben 11. Februar 1984 in West-Berlin) war ein deutscher Verleger, Literaturagent und Filmproduzent.

## Leben
Paul Gordon studierte an der Theaterakademie in Budapest und an der Budapester Universität. 1920 gründete er in Berlin den „Theaterverlag Paul Gordon“. Er mietete in Berlin Theaterräume an und ließ dort Uraufführungen seiner Autoren inszenieren. Er leitete in den nächsten Jahren in Berlin das Theater Die Tribüne, übernahm 1929 das Theater in der Stadt in der Kommandantenstraße, in dem Jo Lherman die unautorisierte Uraufführung von Robert Musils Die Schwärmer inszenierte, und leitete dann noch das Theater am Palmenhaus. Die rassistische Politik im nationalsozialistischen Deutschland zwang ihn 1936 zur Aufgabe des Verlags, und er emigrierte nach Frankreich. In Paris inszenierte er im Juli 1939 eine Bühnenfassung des Romans Hiob des zwei Monate vorher gestorbenen Joseph Roth. 1940 floh er nach New York und brachte auch dort im Heckscher Theatre den Hiob zur Aufführung. Er war in Hollywood bei der Produktion einer Reihe von Filmen wie Monseigneur mit Michèle Morgan, Passport to Heaven und beim überhaupt ersten Konzertfilm Concert Magic mit Yehudi Menuhin beteiligt. In Los Angeles inszenierte er im Wilshire Ebell Theatre, im Phönix Theatre und bei der Los Angeles Opera. Er produzierte 1947 die Show That we may live im Shrine Auditorium.
Gordon kehrte Anfang der 1950er Jahre nach Deutschland zurück und führte Regie bei den Filmen
Bei Männern, welche Liebe fühlen... (1951/1954), Dr. Faust (1953), Horch’ auf die Musik! (1953) und Himmlische Musik (1954). Gordon gründete den „Paul Gordon Kleinkunstverlag“, brachte Sketche und Unterhaltungsstücke auf den Markt und partizipierte an dem Erfolg, den der Komiker Heinz Erhardt im Nachkriegsdeutschland hatte. Er gründete mit Bernd Bauer den Bernd Bauer Verlag, mit dem Ziel, zeitgenössische Autoren bei den Theatern vorzustellen. Bauer integrierte später beide Verlage und kümmerte sich auch um den filmischen Nachlass.

## Hörspiele als Sprecher
- 1973: Heinz Zechmann: Ohne Chance gegen Hitler (Kluge) – Regie: Walther Nowotny (Original-Hörspiel – ORF)
- 1973: Severo Sarduy: Strand (Mann 1+2) – Regie: Walther Nowotny (Hörspielbearbeitung – ORF)

## Schriften (Auswahl)
- Das Kabarett 1950 – Eine Sammlung von Einaktern und Sketchen für die Kleinbühnen. Berlin: Dreilinden, 1949